# 蟠尾絲蟲症
蟠尾絲蟲症或蟠尾絲蟲病，又名河川盲、河盲症（river blindness），是一種因感染蟠尾絲蟲引起的疾病。病狀包括嚴重搔癢、皮下腫塊，以及失明。其同時是全球僅次於沙眼的可造成失明之第二大感染症。
蟠尾絲蟲會透過蚋屬的蚋（又名黑蠅，Black fly）叮咬而散播。通常需要經過多次叮咬才會感染。這些黑蠅生活在河流旁，這就是這種病得名河盲症的原因。蟠尾絲蟲成蟲一旦進入人體後，進行有性生殖產出微絲蟲，接著移行至皮膚，眼睛等其他器官，接著在皮膚感染下一隻叮咬病患的蚋。有幾種方法能夠用來診斷蟠尾絲蟲病：將皮膚組織切片置於生理食鹽水中觀察有無幼蟲出現；裂隙燈檢查眼睛前房內有無發現幼蟲；或是從（手術移除的）皮膚結節中發現成蟲。
預防此疾病的疫苗尚未問世。預防措施就是避免遭受病媒咬傷。方法包含使用蚊香、穿著合適衣物。其他努力方向包含減少噴殺蟲劑病媒的棲息。在世界上許多區域為了根除此病，而每年兩次對整個族群投以治療。對感染者的治療方式通常是每六到十二個月投以一次伊維菌素，這種治療方式可殺死體內幼蟲卻不能殺死成蟲。使用多西環素可殺死微絲蟲體內的內共生菌沃爾巴克氏體，並可減弱蟲體活性，此治療方式也受到部分醫生推薦。另外也可以透過手術移除皮下腫塊。
大約有170萬人到250萬人受到蟠尾絲蟲症感染，約80萬人因此視力受損。多數感染發生在撒哈拉以南非洲，少部分案例在葉門、中美洲及南美洲的偏遠地區被發現。1915年，魯道夫·羅伯斯醫師首次发现了眼疾與蟠尾絲蟲的關係。這個疾病被世界衛生組織列入被忽略的熱帶疾病清單。

## 生活史

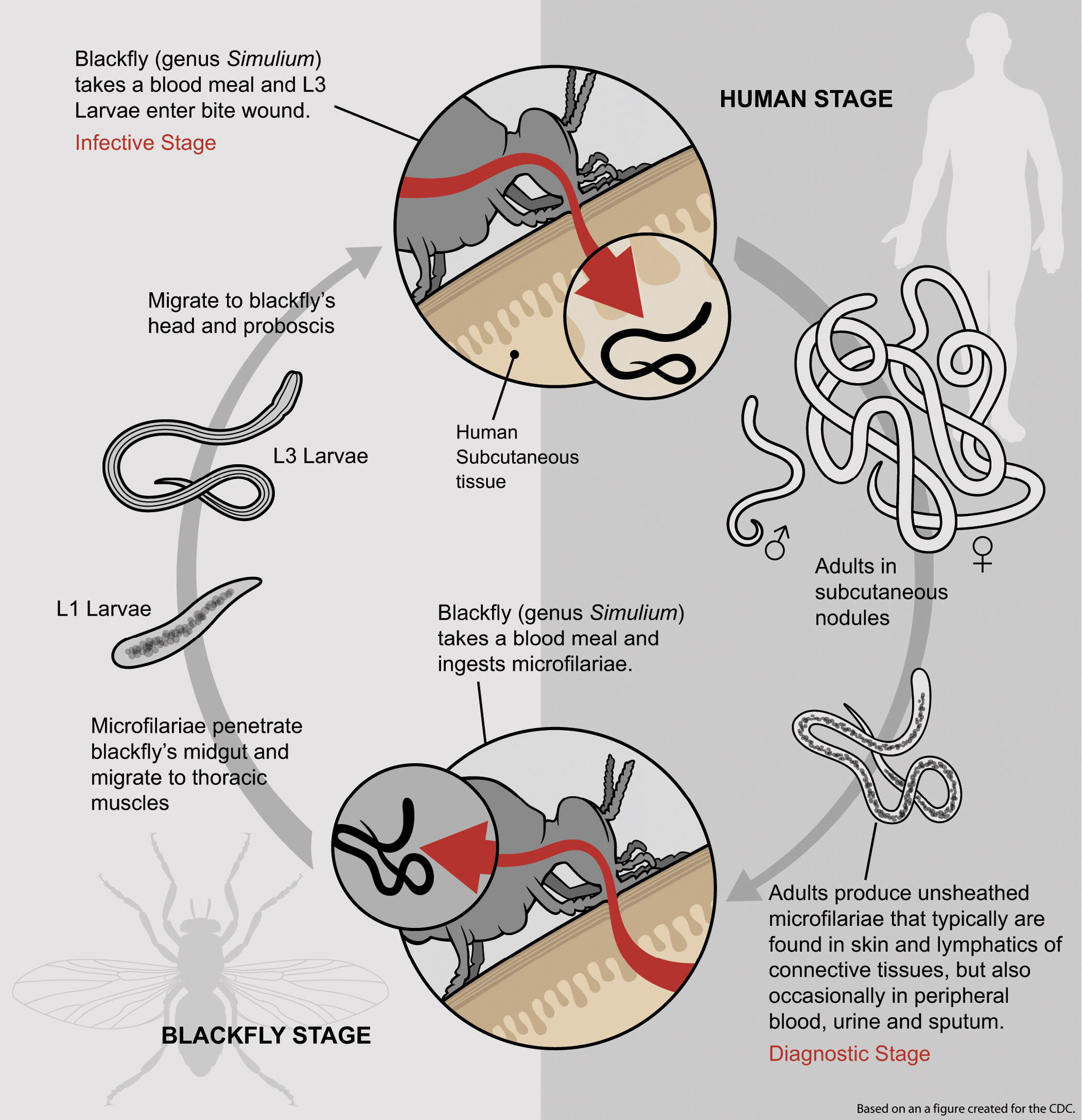
蟠尾絲蟲的生活史

蟠尾絲蟲的生活史始於受到寄生之蚋屬（Simulium）的雌性蚋（Black fly）吸血的過程，唾液含有第三期的幼蟲（larva，非nymph），順其口器進入下一個宿主體內，幼蟲會從叮咬處移動到皮下組織或其他部位（如眼睛），並且形成橢圓形突起的結節（nodule），經6至12個月後化為成蟲。身型較小的雄性成蟲會從結節移行到皮下組織其他位置，隨機遇上體型較大的雌蟲進行交配，受精後的雌蟲每天可產下1,000至3,000個卵，且可在人體內活上約15年，驚人的蟲卵數量造成治療時程漫長；而卵的成熟會在卵內形成第一期的微絲蟲（microfilariae），再由母體一次一隻排出至宿主皮下組織。正常的微絲蟲在人體內則可活上1至2年，這些第一期的微絲蟲又將在下一次受到蚋叮咬時被帶走，而在這種昆蟲體內，經過1至3週的發展形成第三期幼蟲。值得注意的是，人類對蟠尾絲蟲而言是唯一的最終宿主（definitive host），也就是說，人類如果消失，這種寄生蟲就會隨之滅絕。

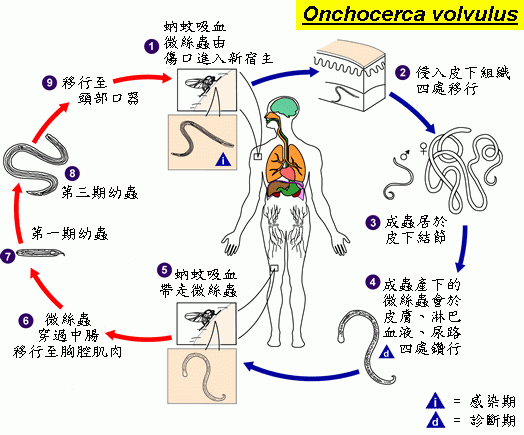
蟠尾絲蟲的生活史

## 致病機轉
成蟲停留在皮下結節，因此宿主免疫系統受到限制；微絲蟲則可以誘發強烈的發炎反應，尤其當它們死亡時更為劇烈，近年發現死亡中的微絲蟲會釋放抗原性的物質Wolbachia，這會啟動先天性免疫反應，並產生發炎和相關病變。Wolbachia相關衍生物曾被證實是蟠尾絲蟲成蟲和微絲蟲的內共生生物（endosymbionts），而病症的嚴重不只和發炎程度正相關，也和微絲蟲的數量成正比。

### 皮膚病變
典型的皮膚病變包含異常發癢、水腫、發炎。

### 眼部病變
角膜表面是微絲蟲移行的另一個部位，在此免疫系統仍可作用，當該部位受損、發生點狀角膜炎，隨著發炎消退，這些症狀也會隨之清除；但如果是慢性感染，角膜可能硬化，使得鄰近區域模糊或無法透光，導致失明。

## 治療

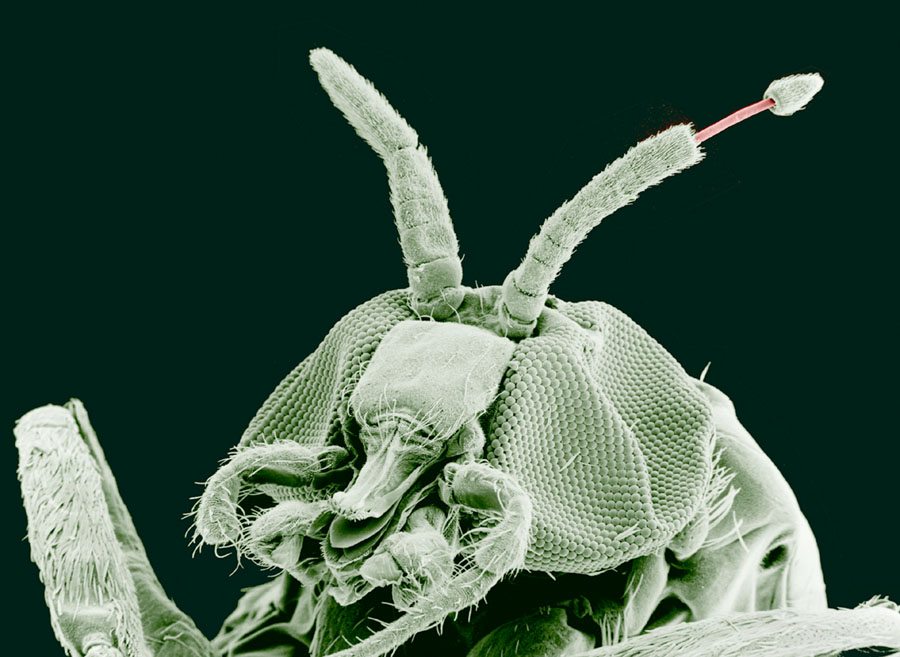
从一种黑蝇成虫（学名：Simulium yahense）触须之中伸出的旋盘尾丝虫）。在非洲，这种寄生虫是导致河盲症的病原体。照片所示为标本经化学方法固定和临界点干燥，并采用常规扫描电子显微镜（放大100倍）时进行观察的情形。

治療蟠尾絲蟲主要用藥為伊维菌素（Ivermectin，商品名：Mectizan），患者每12個月需接受一次治療，利用藥物癱瘓微絲蟲，並避免它們所造成的癢，此外，由於該藥物無法殺死成蟲，卻可以避免他們產下後代，因此這種藥品可同時阻止病變和傳播。

## 疾病控制
1974年，第一個針對河川盲的蟠尾絲蟲症控制計畫（Onchocerciasis Control Programme, OCP）幫助11個國家，花費3千萬美金，使用杀幼虫剂larvicide噴灑河川，控制蚋的數量。該計畫動員世界衛生組織、世界銀行、聯合國開發計劃署及聯合國糧食及農業組織。
1988年，由於新製藥物伊维菌素（Ivermectin）研發成功，OCP將蟠尾絲蟲症正式由公共衛生問題移除。
1988年起，默克公司（Merck & Co.）藉藥物捐助計畫免費提供伊维菌素，偕同美國衛生部、世界衛生組織在河川盲地方病流行區發放。
1992年，美國開始推動蟠尾絲蟲症根除計畫，使用藥物伊维菌素。
1995年，非洲蟠尾絲蟲症控制計畫的推動擴及19個國家，使用藥物伊维菌素。
2002年，OCP計畫告終，但並未完全解決河川盲的問題，因此未來仍需持續監控避免該傳染病再度擴大。

## 外部連結
- 寄生蟲學-Nematoda(線蟲)-Onchocerca volvulus(蟠尾絲蟲) （页面存档备份，存于）
- Mectizan.org （页面存档备份，存于）